# Oskar Rohr

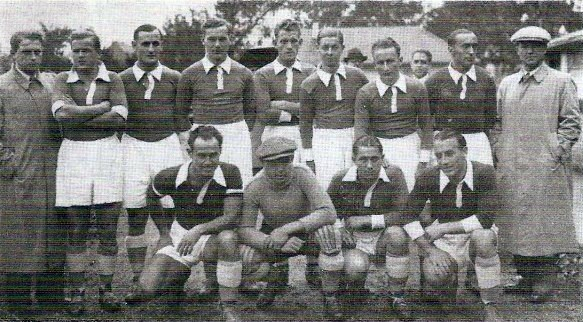
RC Strasbourg, 1936-1937

Oskar Rohr (Mannheim, 24 marzo 1912 – 8 novembre 1988) è stato un calciatore e antifascista tedesco, nonché soldato della Legione straniera francese.

## Biografia
Oskar Rohr, soprannominato Ossi,  è stato un campione di Germania con il Bayern Monaco  all'età di vent'anni, segnò uno dei due goal del Bayern nella finale del campionato del 1932. Nazionale tedesco, segnò due dei tre goal che la Mannschaft fece alla nazionale di Francia  il 19 marzo 1933 a Berlino (3-3).  Giocò per una stagione in Svizzera al  Grasshopper Club Zürich poi si propose  al  FC Mulhouse che tramutò dopo due stagioni il suo servizio con un contratto professionale quando in Germania e in Svizzera i club erano ancora a statuto amatoriale. Nel 1934 giocò per  il RC Strasbourg.
Oskar Rohr fu uno dei migliori giocatori del Racing Club de Strasbourg dal 1934 al 1939. 
Nel 1939 con lo scoppio della seconda guerra mondiale, Oskar chiese la cittadinanza francese che gli fu però negata, allora si arruolò nella Legione straniera  e combatté i nazisti nella campagna 1939-40. Stabilitosi a Sète nel sud della Francia, nel novembre del 1942, subì tre mesi di prigione dopo essere stato arrestato dalla polizia francese in Marsiglia  per attività "anti-francese e propaganda comunista", scontò la sentenza nella Cittadella di Strasburgo. Consegnato alla Gestapo fu internato per due mesi in un campo di lavoro presso  Karlsruhe. Arruolato obbligatoriamente nell'esercito nazista, Ossi fu spedito sul fronte russo ove, nei momenti di pausa, giocò nella squadra della sua armata.
Dopo la guerra "Ossi" Rohr  giocò nell'Oberliga Süd et Oberliga Südwest (prima divisione del sud della Germania) fino al  1949.
Oskar Rohr  è il nonno di Gernot Rohr, anch'egli calciatore professionista.

## Palmarès

### Club
- Campionato tedesco: 1

Bayern Monaco: 1931-1932
- Coppa Svizzera: 1

Grasshopper: 1933-1934

### Individuale
- Capocannoniere della Ligue 1: 1

1936-1937 (30 gol)